# Marie Benetková
Marie Benetková (1. srpna 1945 Praha – 11. října 2024) byla česká spisovatelka. Učila se pekařkou a později vystřídala řadu povolání, včetně ošetřovatelky koní, servírky a filmové komparzistky. Roku 1968 byla její povídka uvedena v Československém rozhlase. V únoru 1977 podepsala Chartu 77. Jejím manželem byl hudebník Vratislav Brabenec, s nímž má dceru Nikolu. Od roku 1982 žila rodina v zahraničí, usadila se v Kanadě. S Brabencem se později rozvedla. V roce 2017 vydala svůj první román s názvem Zlatý z nebe, který je inspirován příběhem její rodiny v době komunismu.